# Stęp (chód)
Stęp (ang. walk) – czterotaktowy wzór chodu zwierzęcia czworonożnego, w którym trzy nogi wspierają ciało w każdym momencie, a stopy są podnoszone znad ziemi pojedynczo w określonej sekwencji. Jest to stabilny sposób poruszania się typowy dla dużych ssaków. W miarę zwiększania prędkości stęp przechodzi w kłus.